# Amphicerus anobioides
Amphicerus anobioides là một loài bọ cánh cứng trong họ Bostrichidae. Loài này được Waterhouse miêu tả khoa học năm 1888.